# Sierpień 2021

## 29 sierpnia
- W miejscowości Piaski Szlacheckie w gminie Gorzków w powiecie krasnostawskim odbyła się uroczystość odsłonięcia tablicy upamiętniającej pioniera przemysłowej produkcji zegarków Antoniego Norberta Patka[1].

## 22 sierpnia
- Pandemia COVID-19: Według stanu na 22 sierpnia liczba potwierdzonych zachorowań na całym świecie przekroczyła 212 milionów osób, zaś liczba zgonów to ponad 4,4 miliona[2].

## 15 sierpnia
- Portugalczyk João Almeida (Deceuninck-Quick Step) wygrał 78. edycję wyścigu kolarskiego Tour de Pologne[3].
- Po trzy i pół miesięcznej ofensywie talibów w Afganistanie, upadł Kabul[4].

## 12 sierpnia
- Hakainde Hichilema zwyciężył w wyborach prezydenckich w Zambii[5].

## 8 sierpnia
- Zakończyły się XXXII Letnie Igrzyska Olimpijskie, które odbyły się w Tokio[6].
- Pandemia COVID-19: Według stanu na 8 sierpnia liczba potwierdzonych zachorowań na całym świecie przekroczyła 203 miliony osób, zaś liczba zgonów to ponad 4,3 miliona[7].